# John R. Adler
John R. Adler (Yonkers, 1954) è un medico statunitense.

## Biografia
È nato a Yonkers, New York, nel 1954. Si è laureato all'Harvard College nel 1976 e alla Harvard Medical School nel 1980. Dal 1980 al 1987 ha completato la specializzazione in Neurochirurgia presso il Massachusetts General Hospital e il Brigham and Women's Hospital e, grazie ad una borsa di studio in radiochirurgia, presso il Karolinska Institute in Svezia, dove ha lavorato con Lars Leksell.
Nel 1987 è entrato a far parte come Assistant Professor del Dipartimento di neurochirurgia della Stanford University School of Medicine e nel 1992 è stato nominato Assistant Professor nel dipartimento di Radioterapia oncologica. Nel 1993 è stato nominato Professore Associato in entrambi i dipartimenti diventandone poi Professore Ordinario nel 1998. Nel 2007 è stato nominato Dorothy e Thye King Chan professor di neurochirurgia. Ha poi ottenuto il titolo di Professore emerito di neurochirurgia.
Nel 1985, grazie ad una borsa di studio, ha trascorso un anno in Svezia con Lars Leksell, inventore di un dispositivo in grado di emettere radiazioni mirate ai tumori cerebrali, il Gamma Knife. Adler, nello studiare il Gamma Knife che si appoggiava ad una gabbia fisica per coordinare la posizione della testa del soggetto e del dispositivo che eroga la radiazione, pensò di utilizzare invece immagini mediche per guidarne il raggio. Una volta tornato a Stanford, ha collaborato con la Facoltà di ingegneria per costruire un prototipo che fu presentato nel 1987 a dei finanziatori che si rifiutarono di finanziarlo ritenendolo troppo costoso. Adler riuscì comunque a raccogliere 800000 $ da altri neurochirurghi, amici e familiari ed avviare una propria azienda, Accuray, nel 1990. L'azienda, dopo aver avuto alterne vicende è riuscita a stabilizzare la propria situazione arrivando a vendere, nel 2005, circa due macchinari al mese.
Nel 2009, Adler ha fondato Curēus.com (originariamente noto come peerEmed.com), una rivista medica peer-reviewed basata sul web.
Nell'aprile 2010, Adler è stato nominato Vicepresidente e Capo delle nuove applicazioni cliniche presso la Varian Medical Systems.
Nel 2015 ha fondato, diventandone poi CEO, la Zap Surgical Systems. Il prodotto di punta di questa azienda è la piattaforma Zap-X presentata in italia nel 2018 ora in uso al Mater Olbia Hospital.
Nel 2018 Adler ha ricevuto il Cushing Award for Technical Excellence and Innovation in Neurosurgery, presentato all'AANS Annual Scientific Meeting.
È padre di Trip Adler, co-fondatore e CEO di Scribd.

## Opere
- John R. Jr. Adler, The Cyberknife: a frameless robotic system for radiosurgery, in Stereotactic and Functional Neurosurgery, vol. 69, 1–4 Pt 2, 1997,  pp. 124-128, DOI:10.1159/000099863, PMID 9711744.
- John R. Jr. Adler, "Accuray, Inc.: A Neurosurgical Business Case Study, in Cureus, vol. 1, n. 9, 2009,  pp. 11-24, DOI:10.7759/cureus.1.